# 黑猫 (短篇小说)
《黑貓》（英語：The Black Cat）是一部由愛倫·坡於1843年所著的短篇小說，當時發佈在雜誌The Saturday Evening Post上。

## 故事簡介
主角自小溫良，喜愛小動物，成年後成家立室與太太共同飼養了一批小動物，尢其寵愛一隻名為布魯圖的黑貓。不過後來主角經常酗酒，變得脾氣暴躁，多次傷害布魯圖，最後更吊死布魯圖。有一次主角良心發現，在酒館又收留了一隻黑貓，不過主角很快就故態復萌，再次傷害黑貓。一日，主角與妻子爭執，在地窖中殺死了妻子，並用磚牆埋了妻子的屍體。其他警察到來調查，在牆中聽到貓叫聲，最終揭發命案。

## 背景
不同於《黑猫》主角，作者愛倫·坡是個愛貓人士，他在和表妹維吉尼亞·克萊姆結婚後就開始飼養一隻名叫「卡塔琳納」的三色貓。維吉尼亞病重時，貓還會為她取暖:58。
1847年1月，法國詩人波特萊爾在讀過《黑猫》後，對愛倫·坡十分景仰，十年後他將愛倫·坡的作品譯成法文在法國出版:59。

## 观点评论
一些女权主义者评论说，主角之所以突然间性情大变，有可能是由于早婚引起的，而且最后男主角的妻子被杀也可以从侧面反映出。

## 改編作品
- 1934年電影《黑猫（英语：The Black Cat (1934 film)）》，主角由貝拉·魯格西（英语：Bela Lugosi）飾演[3]。